# San Emigdio
San Emigdio est une municipalité du département de La Paz au Salvador.